# Castello di Montefiridolfi
Il castello di Montefiridolfi è una dimora signorile situata a Montefiridolfi, nel comune di San Casciano in Val di Pesa.

## Storia
Le prime testimonianze, secondo cui apparteneva alla famiglia Buondelmonti sin dall'origine, risalgono al maggio 1015 quando è citato in un atto di donazione. Il toponimo appare anche in un altro documento della Badia a Passignano del giugno 1065 ed in un documento della Badia a Coltibuono dove viene chiamato Montis filiorum Ridolfi; il documento risale al 9 novembre 1210.
Citato ancora come deposito di munizioni nel marzo 1480 in un documento dell'Archivio Ricasoli di Brolio, perse poi definitivamente ogni importanza strategico-militare.
La parziale trasformazione in villa fu voluta dalla famiglia Buondelmonti, i quali nel XVI secolo lo ridussero a centro della loro fattoria e lo possedettero fino al 1624, anno della morte senza eredi del cavaliere gerosolimitano frà Andrea di Battista Buondelmonti. Successivamente, per acquisto fattone in data 27 marzo 1639 da Cristofano Baldovinetti, appartenne ai Baldovinetti-Gambereschi "nel quale castello e villa vi è due colombaie, fattoio da olio, tinaia, più stale, due orti, due pozzi d'acqua pulita, prati attorno, et ogni altra comodità", poi ai loro eredi, conti Gabellotti di Faenza, fino a quando, nel 1824, fu acquistato dalla famiglia Tempestini, che lo possedette fino al 1907 e da cui passò ai Kennedy Lawrie per via del matrimonio di Giulia Tempestini con un membro di quella famiglia. Dal 1908 al 1934 appartenne a don Lorenzo dei Principi Corsini marchese di Giovagallo. Oggi il corpo principale appartiene alla famiglia Rosselli Del Turco.

## Architettura
Situato fuori dall'attuale abitato di Montefiridolfi vi si accede al termine di un piccolo viale di cipressi. Si presenta come una massiccia costruzione con gli angoli contraffortati.

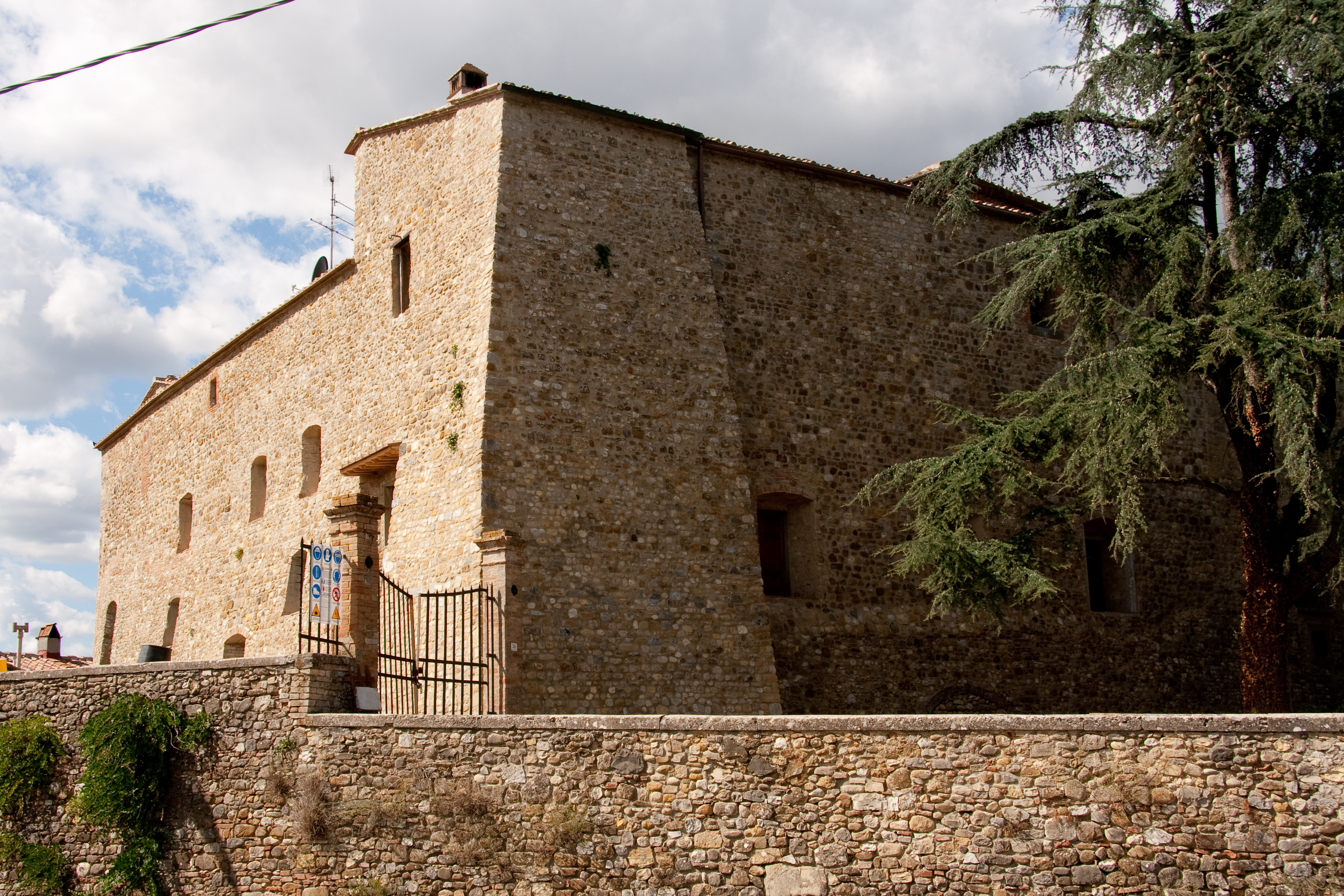
Veduta ravvicinata del castello

Il castello, a pianta trapezoidale, è dotato all'interno di due cortili, oltre a quello della canonica parrocchiale, muniti ciascuno di un pozzo artesiano (che hanno dato origine ad una vecchia filastrocca popolare dal sapore di leggenda: "Monte montoro, entro tre pozzi un vitello d'oro"). I cortili inferiori furono realizzati quando la struttura cambiò di uso, da presidio militare a villa e fattoria. Sul cortile superiore è impostata la torre, probabilmente in origine isolata, che con i corpi circostanti aveva la funzione di cassero. La sua altezza fu notevolmente ridotta e la parte terminale venne intonacata.
Nel corpo dell'edificio si aprono pochissime aperture per lo più localizzate a livello del piano terra, quelle esterne realizzate quasi tutte in epoca moderna, dacché due lati del cassero costituivano parte della più ampia cinta muraria, che racchiudeva anche la parte destinata a villa, la chiesa di Santa Cristina e la canonica parrocchiale, oltre vari edifici minori.